# سينما متحركة
[[ملظزىتىز ز زىزنتىترنتىتترنررظرتترترتㅣ싯시
9838ف:Peach-sketch2.jpg|تصغير]]

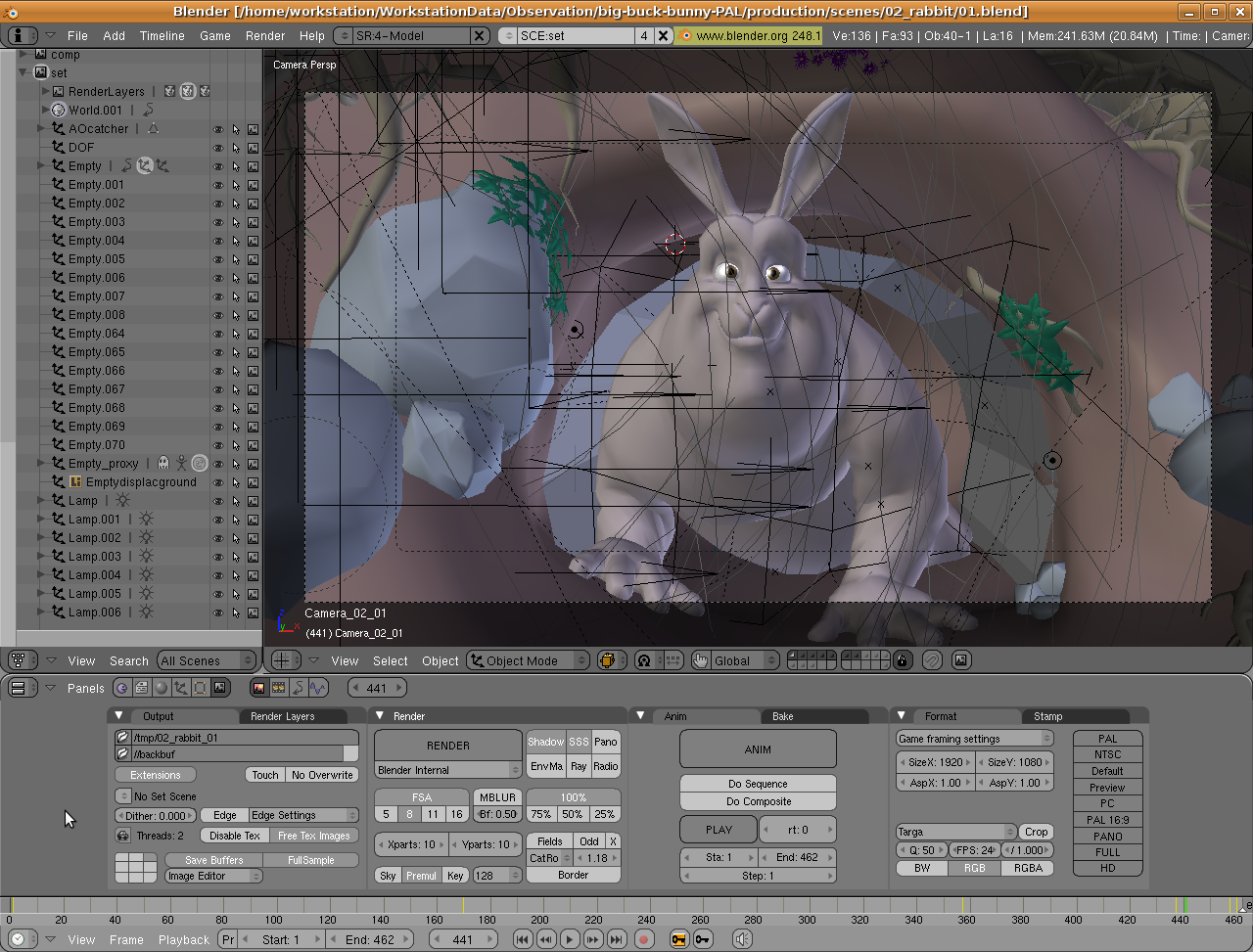

السينما المتحركة هي فئة من السينما (أو بشكل عام، فئة من الفنون البصرية أو السمعية البصرية) تتميز بتعويض تقنية التقاط الصور الحقيقية بتقنية رسوم متحركة.
وتعتمد تقنيات الرسوم المتحركة التقليدية عرض رسومات مسطحة (في بعدين) تم رسمها صورة بصورة بشكل يدوي أو باستعمال الحاسوب.
في السينما تسجل الحركة المستمرة بشكل عدد معين من الصور الحقيقية في الثانية. بينما في سينما الرسوم المتحركة لا توجد حركة حقيقية حتى يتم تسجيلها، ولكن يتم إنتاج الصور بشكل منفصل عن الواقع، إما تلقائيًا (في حالة الرسوم المتحركة بمساعدة الحاسوب) أو واحدة تلو الأخرى (كما هو حال تقنيات الرسوم المتحركة التقليدية من خلال الرسومات والنماذج والكائنات وغيرها من التقنيات المتعددة). وعندما يتم عرض الفيلم الناتج يحدث وهم الحركة. الفرق بين الرسوم المتحركة والصورة الحقيقية هو أن السينما الحقيقية تقوم بنسخ مرئي للحركة الحقيقية، في حين أن السينما المتحركة تنتج الإحساس المرئي بالحركة غير موجودة في العالم الواقعي.